# Said Oubaya
Said Oubaya, né le 28 mai 2003, est un karatéka marocain.

## Carrière
Said Oubaya est médaillé d'argent en kumite individuel des moins de 67 kg aux Jeux de la solidarité islamique de 2021 à Konya. Il est ensuite médaillé d'or en kumite individuel des moins de 75 kg et médaillé de bronze en kumite par équipes aux Championnats d'Afrique de karaté 2022 à Durban. Il est médaillé d'or en kumite individuel des moins de 67 kg et médaillé de bronze en kumite par équipes aux Championnats d'Afrique de karaté 2023 à Casablanca.
En mars 2024, il est médaillé d'argent en kumite individuel des moins de 67 kg aux Jeux africains à Accra.
Il est médaillé de bronze en kumite individuel des moins de 67 kg et médaillé de bronze en kumite par équipes aux Championnats d'Afrique de karaté 2025 à Abuja.
Il est médaillé d'or en kumite individuel des moins de 67 kg aux Jeux mondiaux de 2025 à Chengdu.